# TSV Buchbach
Turn- und Sportverein Buchbach e.V. é uma agremiação alemã, fundada em 1913, sediada em Buchbach, na Baviera.
O departamento de futebol é parte de uma associação que contempla equipes de curling, ginástica, sky e tênis. O time de futebol se notabilizou por ter alcançado o recorde alemão de partidas sem derrotas, 75, entre 19 de agosto de 1995 a 23 de maio de 1998.

## História
O TSV nasceu como uma sociedade ginástica. O futebol foi introduzido mais tarde por estudantes provenientes de Munique, em 11 de janeiro de 1930.
Após a Segunda Guerra Mundial, o Buchbach atuou nas competições locais de classe A, para depois cair, em 1960, às de classe B, permanecendo até 1980. Na metade dos anos 1990, graças à ajuda de sólidos investimentos, o clube alcançou o recorde de 75 partidas sem derrota. O time ganhou, assim, o acesso à Landesliga Bayern Süd (V), em 2004, e a vitória deste campeonato, em 2008 o levou à Oberliga Bayern (V).

## Títulos
- Landesliga Bayern-Süd (V) Campeão: 2008;
- Bezirksoberliga Oberbayern (VI) Campeão: 2004;
- Bezirksliga Oberbayern-Ost (VII) Vice-campeão: 2001 e 2003;

## Cronologia recente
A recente performance do clube:
| Temporada | Divisão                    | Módulo | Posição |
| 1999–2000 | Bezirksliga Oberbayern-Ost | VII    | 9°      |
| 2000–01   | Bezirksliga Oberbayern-Ost | VII    | 2°      |
| 2001–02   | Bezirksliga Oberbayern-Ost | VII    | 5°      |
| 2002–03   | Bezirksliga Oberbayern-Ost | VII    | 2° ↑    |
| 2003–04   | Bezirksoberliga Oberbayern | VI     | 1° ↑    |
| 2004–05   | Landesliga Bayern-Süd      | V      | 12°     |
| 2005–06   | Landesliga Bayern-Süd      | V      | 6°      |
| 2006–07   | Landesliga Bayern-Süd      | V      | 5°      |
| 2007–08   | Landesliga Bayern-Süd      | V      | 1° ↑    |
| 2008–09   | Bayernliga                 | V      | 8°      |
| 2009–10   | Bayernliga                 | V      | 11°     |
| 2010–11   | Bayernliga                 | V      | 4°      |
| 2011–12   | Bayernliga                 | V      | 4° ↑    |
| 2012–13   | Regionalliga Bayern        | IV     | 6°      |